# Папулево
Папу́лево (рос. Папулево, ерз. Сакулька) — присілок у складі Ічалківського району Мордовії, Росія. Входить до складу Берегово-Сиресівського сільського поселення.

## Населення
Населення — 396 осіб (2010; 467 у 2002).
Національний склад (станом на 2002 рік):
- мордва — 95 %